# Liste der Rechtswissenschaftlichen Fakultäten in Deutschland

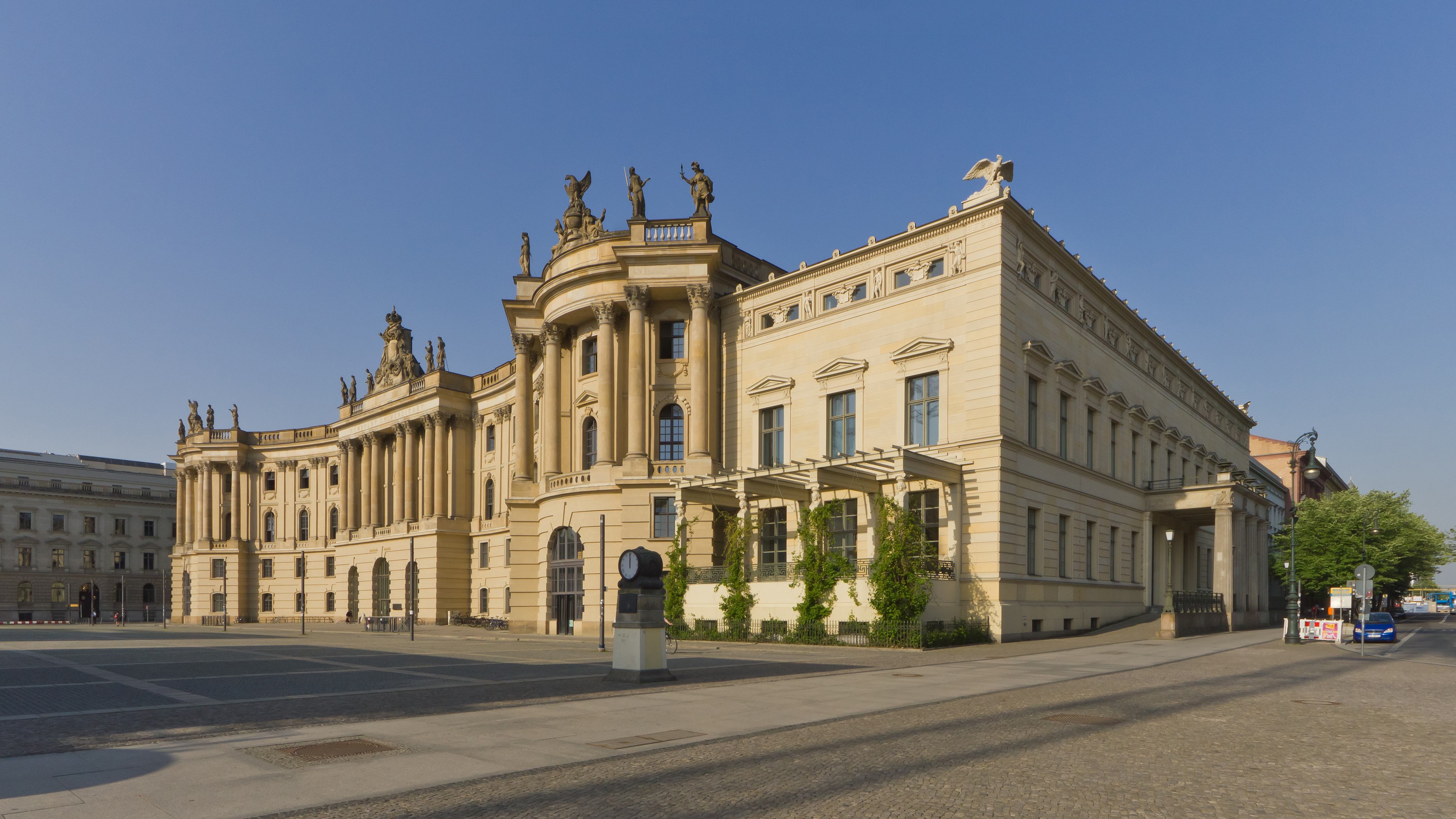
Juristische Fakultät der HU Berlin am Bebelplatz

Die Liste der Rechtswissenschaftlichen Fakultäten in Deutschland enthält aktuell existente Rechtswissenschaftliche Fakultäten an staatlichen und staatlich anerkannten Hochschulen, an welchen angehende Juristen mit dem Ziel der Ersten Juristischen Prüfung studieren können, um sodann im Anschluss den juristischen Vorbereitungsdienst (Rechtsreferendariat) mit dem Ziel der zweiten (juristischen) Staatsprüfung zu absolvieren und so die Befähigung zum Richteramt und damit Zugang zu den reglementierten juristischen Berufen (Richter, Staatsanwalt, Rechtsanwalt, Notar) zu erlangen. 
Eine Rechtswissenschaftliche Fakultät (auch: Juristische Fakultät oder Fachbereich Rechtswissenschaft) ist eine universitäre Einrichtung, die für die Forschung und Lehre auf dem Gebiet der Rechtswissenschaft zuständig ist.
Die Liste enthält 43 juristische Fakultäten, an welchen knapp über 900 Lehrstühle und hauptamtliche Professoren lehren und an denen um die 100.000 Studenten eingeschrieben sind. Daneben existieren weitere Hochschulen, welche Studiengänge mit mehr oder minder großen rechtskundlichen Anteilen und Abschlüssen wie den Bachelor oder den Master of Laws (LL.B. bzw. LL.M.) anbieten.

## Liste
| Bezeichnung                                           | Hochschule                                                   | Land | Ort                  | Lehrstühle und Professuren 1 (Stand: 15. Februar 2021) | Anzahl Studierende an der Fakultät 2 |
| ----------------------------------------------------- | ------------------------------------------------------------ | ---- | -------------------- | ------------------------------------------------------ | ------------------------------------ |
| Juristische Fakultät                                  | Universität Augsburg                                         | BY   | Augsburg             | 24                                                     | 2800                                 |
| Rechts- und Wirtschaftswissenschaftliche Fakultät     | Universität Bayreuth                                         | BY   | Bayreuth             | 22                                                     | 2210                                 |
|                                                       | EBS Universität für Wirtschaft und Recht (Privatuniversität) | HE   | Wiesbaden            | 8 (2019)                                               | 440                                  |
| Fachbereich Rechtswissenschaft                        | Freie Universität Berlin                                     | BE   | Berlin               | 19                                                     | 2540                                 |
| Juristische Fakultät                                  | Humboldt-Universität zu Berlin                               | BE   | Berlin               | 30                                                     | 3080                                 |
| Fakultät für Rechtswissenschaft                       | Universität Bielefeld                                        | NW   | Bielefeld            | 29                                                     | 3990                                 |
| Juristische Fakultät                                  | Ruhr-Universität Bochum                                      | NW   | Bochum               | 29                                                     | 4690                                 |
| Rechts- und Staatswissenschaftliche Fakultät          | Rheinische Friedrich-Wilhelms-Universität Bonn               | NW   | Bonn                 | 30                                                     | 4740                                 |
| Fachbereich Rechtswissenschaft                        | Universität Bremen                                           | HB   | Bremen               | 16                                                     | 1560                                 |
| Juristische Fakultät                                  | Heinrich-Heine-Universität Düsseldorf                        | NW   | Düsseldorf           | 18                                                     | 2130                                 |
| Rechts- und Wirtschaftswissenschaftliche Fakultät     | Friedrich-Alexander-Universität Erlangen-Nürnberg            | BY   | Erlangen Nürnberg    | 24                                                     | 3120                                 |
| Fachbereich Rechtswissenschaft                        | Johann-Wolfgang-Goethe-Universität Frankfurt am Main         | HE   | Frankfurt am Main    | 33                                                     | 4670                                 |
| Juristische Fakultät                                  | Europa-Universität Viadrina Frankfurt (Oder)                 | BB   | Frankfurt (Oder)     | 22                                                     | 1760                                 |
| Rechtswissenschaftliche Fakultät                      | Albert-Ludwigs-Universität Freiburg                          | BW   | Freiburg im Breisgau | 26                                                     | 2500                                 |
| Fachbereich Rechtswissenschaft                        | Justus-Liebig-Universität Gießen                             | HE   | Gießen               | 22                                                     | 2180                                 |
| Juristische Fakultät                                  | Georg-August-Universität Göttingen                           | NI   | Göttingen            | 26                                                     | 3160                                 |
| Rechts- und Staatswissenschaftliche Fakultät          | Universität Greifswald                                       | MV   | Greifswald           | 14                                                     | 1300                                 |
| Rechtswissenschaftliche Fakultät                      | Fernuniversität in Hagen                                     | NW   | Hagen                | 12                                                     | 12053                                |
| Juristische und Wirtschaftswissenschaftliche Fakultät | Martin-Luther-Universität Halle-Wittenberg                   | ST   | Halle                | 17                                                     | 2470                                 |
| Fakultät für Rechtswissenschaft                       | Universität Hamburg                                          | HH   | Hamburg              | 25                                                     | 4290                                 |
|                                                       | Bucerius Law School (Privatuniversität)                      | HH   | Hamburg              | 18                                                     | 670                                  |
| Juristische Fakultät                                  | Gottfried Wilhelm Leibniz Universität Hannover               | NI   | Hannover             | 20                                                     | 2380                                 |
| Juristische Fakultät                                  | Ruprecht-Karls-Universität Heidelberg                        | BW   | Heidelberg           | 25                                                     | 2790                                 |
| Rechtswissenschaftliche Fakultät                      | Friedrich-Schiller-Universität Jena                          | TH   | Jena                 | 18                                                     | 1500                                 |
| Rechtswissenschaftliche Fakultät                      | Christian-Albrechts-Universität zu Kiel                      | SH   | Kiel                 | 22                                                     | 2250                                 |
| Rechtswissenschaftliche Fakultät                      | Universität zu Köln                                          | NW   | Köln                 | 34                                                     | 5810                                 |
| Fachbereich Rechtswissenschaft                        | Universität Konstanz                                         | BW   | Konstanz             | 18                                                     | 1690                                 |
| Juristenfakultät                                      | Universität Leipzig                                          | SN   | Leipzig              | 28                                                     | 2660                                 |
| Leuphana Law School                                   | Leuphana Universität Lüneburg                                | NI   | Lüneburg             | 14                                                     |                                      |
| Fachbereich Rechts- und Wirtschaftswissenschaften     | Johannes Gutenberg-Universität Mainz                         | RP   | Mainz                | 24                                                     |                                      |
| Abteilung Rechtswissenschaft                          | Universität Mannheim                                         | BW   | Mannheim             |                                                        | 1660                                 |
| Fachbereich Rechtswissenschaften                      | Philipps-Universität Marburg                                 | HE   | Marburg              | 18                                                     | 2120                                 |
| Juristische Fakultät                                  | Ludwig-Maximilians-Universität München                       | BY   | München              | 35                                                     | 4820                                 |
| Rechtswissenschaftliche Fakultät                      | Universität Münster                                          | NW   | Münster              | 32                                                     | 4940                                 |
| Fachbereich Rechtswissenschaften                      | Universität Osnabrück                                        | NI   | Osnabrück            | 19                                                     | 2200                                 |
| Juristische Fakultät                                  | Universität Passau                                           | BY   | Passau               | 19                                                     | 2290                                 |
| Juristische Fakultät                                  | Universität Potsdam                                          | BB   | Potsdam              | 16                                                     | 2850                                 |
| Fakultät für Rechtswissenschaft                       | Universität Regensburg                                       | BY   | Regensburg           | 18                                                     | 2130                                 |
| Rechtswissenschaftliche Fakultät                      | Universität des Saarlandes                                   | SL   | Saarbrücken          | 18                                                     | 2440                                 |
| Fachbereich Rechtswissenschaft                        | Universität Trier                                            | RP   | Trier                | 19                                                     | 1960                                 |
| Juristische Fakultät                                  | Eberhard Karls Universität Tübingen                          | BW   | Tübingen             | 19                                                     | 2120                                 |
| Juristische Fakultät                                  | Julius-Maximilians-Universität Würzburg                      | BY   | Würzburg             | 24                                                     | 2350                                 |